# Девятый крестовый поход
Девятый крестовый поход, который некоторыми историками считается частью Восьмого крестового похода, был последним крупным крестовым походом в Святую Землю. Состоялся в 1271—1272 годах.
Неспособность Людовика IX захватить Тунис во время Восьмого крестового похода заставила Эдуарда, сына английского короля Генриха III, отплыть в Акру. Дальнейшие события вошли в историю под названием «Девятый крестовый поход». Во время него Эдуарду удалось одержать ряд побед над султаном Бейбарсом I. Однако в конечном итоге Эдуарду пришлось отплыть домой, поскольку там его ожидали неотложные дела по вопросу престолонаследия, а в Отремере ему не удавалось разрешить конфликты между местными лордами. Можно утверждать, что к этому времени дух крестовых походов уже угасал. Над последними оплотами крестоносцев на берегу Средиземного моря нависла угроза полного уничтожения.

## Предыстория
После победы мамлюков над монголами в 1260 году в битве при Айн-Джалуте султан Кутуз был убит своим полководцем Бейбарсом, который затем сам стал султаном. После того, как Бейбарс взошёл на престол, он продолжил теснить крестоносцев, которые по-прежнему удерживали Арсуф, Атлит, Хайфу, Цфат, Яффу, Аскалон и Кесарию. Христиане обратились за помощью к правителям Европы, однако те медлили с подмогой.
В 1268 году Бейбарс захватил Антиохию, тем самым уничтожив Антиохийское княжество и обезопасив своё положение на севере. Над небольшим графством Триполи нависала серьёзная угроза.
Людовик IX, уже однажды организовавший крестовый поход в Египет, на этот раз решил двинуться в Тунис, где, однако, умер в 1270 году во время осады. Принц Эдуард прибыл в Тунис слишком поздно, чтобы внести значительный вклад в ведение войны, и вместо этого он продолжил свой путь в Святую Землю чтобы помочь Боэмунду VI, князю Антиохии и графу Триполи в борьбе против мамлюков. 9 мая 1271 года Эдуард, наконец, прибыл в Акру. С собой он привёл немногочисленный, но тем не менее весьма боеспособный отряд, который насчитывал 1000 человек, в том числе 225 рыцарей.

## Действия крестоносцев в Святой Земле
Было решено, что Эдуард вместе с братом Людовика Карлом Анжуйским поведёт армию на Акру, столицу Иерусалимского королевства, и окончательную цель кампании Бейбарса. Армия Эдуарда и Карла прибыла в 1271 году, в то время, когда Бейбарс осаждал Триполи, которая оставалась одним из последних владений крестоносцев. В городе находились десятки тысяч христианских беженцев. Эдуард прибыл в Акру в то время, когда она ещё находилась в осаде. Его появление вынудило Бейбарса изменить свои планы и отказаться от осады Акры.

### Набеги крестоносцев
Эдуард располагал слишком малым войском, чтобы иметь возможность разбить мамлюков в поле. Он не смог даже помешать им захватить замок Монфор, принадлежавший тевтонским рыцарям. Поэтому принц решил организовать несколько рейдов по тылам противника (которые современные историки называют «военными променадами»). Взяв Назарет штурмом, он предал его жителей мечу. и затем организовал рейд на Сен-Жорж-де-Лебен, хотя почти ничего этим предприятием не добился: его воины сожгли несколько домов и урожай, при этом потеряв несколько человек в огне.
Позже прибыли дополнительные силы из Англии, которыми командовал младший брат Эдуарда, Эдмунд, и войска короля Кипра Гуго III, тем самым ободрив Эдуарда. При поддержке тамплиеров, госпитальеров и тевтонцев он организовал набег на небольшой город Какун. Крестоносцы застали врасплох большой отряд туркменов (которые в основном были кочевниками), и, по некоторым данным, убили 1500 из них и угнали 5000 голов скота. Эти туркмены поступили на службу к Бейбарсу относительно недавно, после вторжений монголов: им выдавались оружие, лошади, даровались земли и титулы в обмен на несение военной службы. Мусульманские источники сообщают, что во время этого набега был убит один эмир и ещё один был ранен. Более того, комендант местного замка был вынужден сдать его. Эдуард, однако, замок не занял и отступил, пока Бейбарс ещё не успел собрать силы для ответного удара (в это время он со своей армией находился в Алеппо, готовясь отразить монгольское вторжение).
В декабре 1271 года Эдуард со своим войском отразил нападение Бейбарса на Акру. Бейбарс также отказался продолжать осаду Триполи, хотя доподлинная причина к этому решению неизвестна. Современные историки утверждают, что Бейбарс был обеспокоен рейдами крестоносцев в своём тылу, хотя некоторые другие исследователи отвергают это предположение, и вместо этого считают, что он не желал концентрироваться исключительно на одном направлении, поскольку не знал о настоящей численности войска крестоносцев.

### Набеги монголов
Как только Эдуард прибыл в Акру, он сразу же послал посольство в Персию к монгольскому правителю Абака-Хану с предложением о союзе. Посольство возглавил Реджинальд де Россель, Годфруа де Вос и Иоанн де Паркер. Их миссия заключалась в том, чтобы добиться военной поддержки со стороны монголов, которые также враждовали с мусульманами. 4 сентября 1271 года Абака-Хан послал ответ, в котором согласился на сотрудничество и спросил, в какой день следует совместно выступить на мамлюков
В конце октября 1271 года армия монголов прибыла в Сирию. Сам хан, однако, был занят конфликтами в Туркестане, и поэтому смог отправить только 10 000 всадников под командованием темника Самагара. Это войско составляли солдаты, ранее размещённые в Анатолии, а также вспомогательные отряды Сельджукидов. Несмотря на сравнительно небольшие силы монголов, их появление вызвало исход мусульманского населения (поскольку память о нашествии Китбуки была ещё свежа), которые бежали вплоть до Каира. Монголы разбили силы туркменов, которые защищали Алеппо, и продолжили нашествие к югу, грабя земли до Апамеи. Но монголы не задержались в Сирии, и когда Бейбарс выступил с войском из Египта 12 ноября 1271 г., монголы уже отступили за Евфрат вместе со взятой добычей.

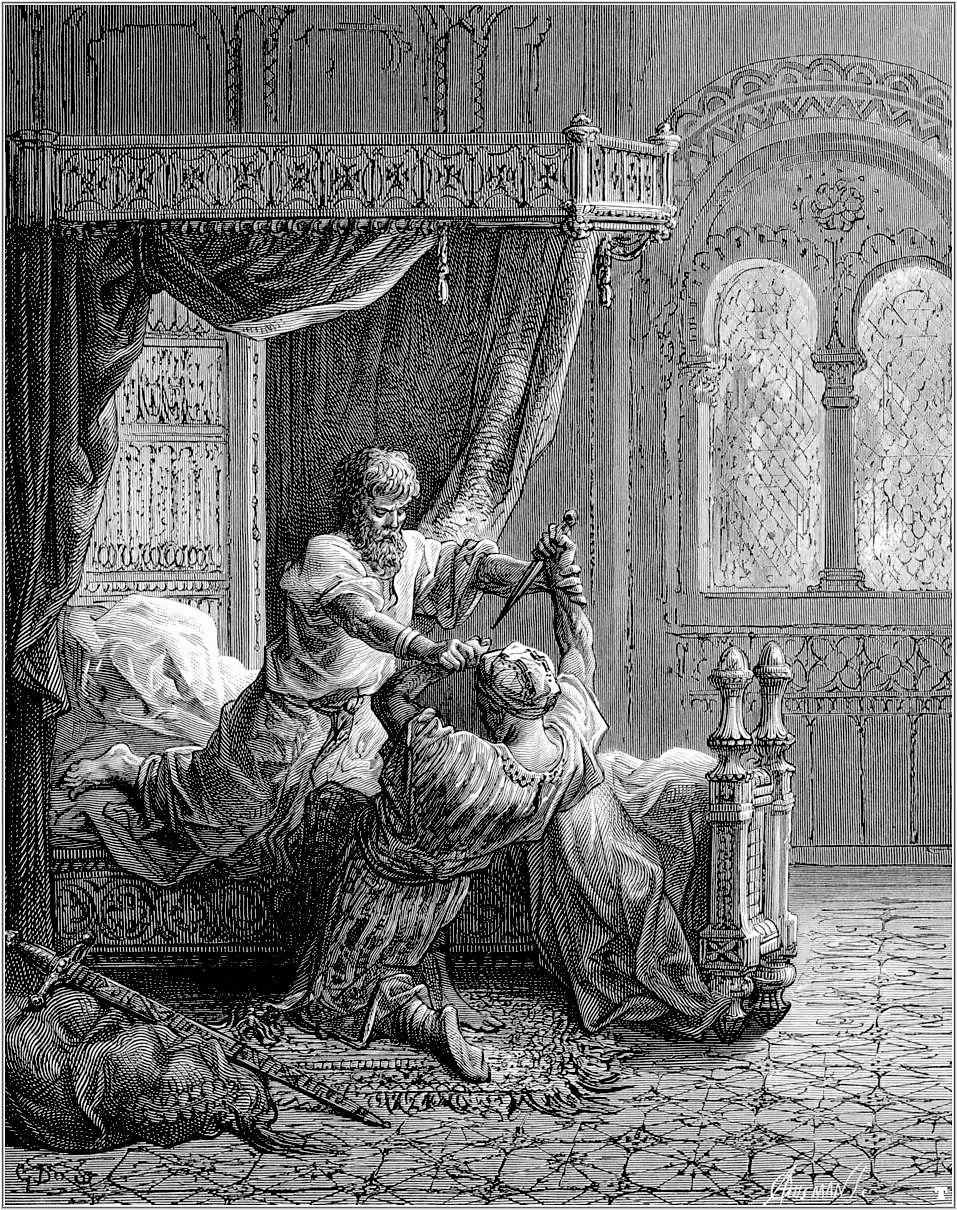
Эдуард I борется с посланным к нему наёмным убийцей

### Сражения на море вблизи Кипра
Тем временем Бейбарс пришел к выводу о том, что скоро крестоносцы начнут нападение на Египет одновременно с моря и с суши. Осознавая опасность своего положения, он решил пресечь такой манёвр и приступил к постройке флота. После завершения постройки кораблей Бейбарс, вместо того, чтобы прямо атаковать армию крестоносцев, попытался высадиться на Кипре в 1271 году, надеясь отвлечь Гуго III (который также был номинальным королём Иерусалима) и его флот из Акры, завоевать остров и изолировать армию крестоносцев в Святой Земле. 17 галер мамлюков, выдававших себя за христианские суда, совершили нападение на Лимасол. Однако в последовавшем морском сражении флот был уничтожен и войска Бейбарса были вынуждены отступить.

### Конец крестового похода
После этой победы Эдуард понял, что для создания сил, способных освободить Иерусалим, необходимо прекратить внутренние беспорядки в христианских владениях. Поэтому он выступил в качестве посредника между Гуго III и Ибелинами. Параллельно с этим принц Эдуард и король Гуго начали вести переговоры о перемирии с султаном Бейбарсом. Перемирие на 10 лет, 10 месяцев и 10 дней было заключено в мае 1272 г. в Кесарии. Почти сразу же принц Эдмунд отплыл в Англию, в то время как Эдуард остался, чтобы посмотреть, будет ли Бейбарс соблюдать соглашение. В следующем же месяце на Эдуарда было совершено покушение. Существует несколько версий о том, кто подослал убийцу. Согласно первой версии, убийца был послан эмиром Рамлы или Бейбарсом. Некоторые легенды также говорят, что убийца был послан Старейшиной гор (Рашидом ад-Дин Синаном), хотя тот умер ещё в 1192 году, задолго до начала Девятого крестового похода. Эдуард убил наёмника, но остался с гноящейся раной, полученной в результате удара отравленным кинжалом, из-за которой был вынужден отложить свой отъезд. В сентябре 1272 года Эдуард покинул Акру и приплыл на Сицилию, и пока он выздоравливал на острове, он сначала получил весть о смерти своего сына Иоанна, а затем, несколько месяцев спустя, — известие о смерти своего отца. В 1273 году Эдуард начал свой путь домой через Италию, Гасконь и Париж. Эдуард наконец приехал в Англию в середине 1274 г. и был коронован 19 августа того же года.

## Последствия похода

Картина «Последний крестоносец» в стиле романтизма. Поражения христиан привели к окончаниям крестовых походов

Эдуарда сопровождал Теобальдо Висконти, который впоследствии стал папой Григорием X в 1271 году. Григорий призывал к новому крестовому походу на Втором Лионском соборе в 1274 году, но эта идея не воплотилась в жизнь. Между тем, в пределах христианских государств возникли новые раздоры, когда Карл Анжуйский воспользовался конфликтом между Гуго III, тамплиерами и венецианцами и предпринял попытку установить контроль над христианскими владениями в Святой Земле. Купив притязания Марии Антиохийской на иерусалимский престол, он развязал гражданскую войну на Кипре. В 1277 году Роджер де Сан-Северино занял Акру для Карла.
Хотя междоусобные войны крестоносцев были изнурительными для королевства, они предоставляли возможность одному полководцу объединить вокруг себя силы для крестового похода. Таким человеком и был Карл Анжуйский. Впрочем, эта надежда не оправдалась, поскольку венецианцы предложили провести крестовый поход не против мамлюков, а против Константинополя, где Михаил VIII недавно возродил Византийскую империю и изгнал венецианцев. Папа Григорий не поддержал бы такого похода, но в 1281 г. Мартин IV одобрил его. Впрочем, последовавшая Сицилийская вечерня, произошедшая 31 марта 1282 и подстрекаемая Михаилом VIII, вынудила Карла вернуться домой. Это была последняя экспедиция, начатая против византийцев в Европе и против мусульман в Святой Земле.
В последовавшие девять лет Мамлюки начали выдвигать всё новые требования, включая уплату дани. Усиливались гонения на паломников. Всё это нарушало условия перемирия. В 1289 году султан Калаун собрал большую армию и двинулся на Триполи, взяв город в осаду и захватив его после кровопролитного штурма. Взятие города, однако, было для мамлюков особенно тяжёлым: христиане оказали фанатичное сопротивлением, сам Калаун потерял своего старшего и самого способного сына. Ему пришлось ждать ещё два года, чтобы оправиться от потерь и набрать новое войско.
В 1275 году Абака-хан послал гонца к Эдуарду с письмом. Хан просил Эдуарда организовать очередной крестовый поход, и сказал, что в следующий раз он сможет предложить большую помощь. Эдуард ответил ему в том же году, поблагодарив хана за содействие в Девятом крестовом походе, а также отметив его привязанность к христианству. Он также написал, что не знает, когда будет очередной крестовый поход, но с радостью готов вернуться в Святую Землю и проинформирует Абаку, если папа римский объявит ещё один поход. Письмо было почти наверняка лишь формальностью, поскольку Эдуард не начинал каких-либо приготовлению к новому крестовому походу. В 1276 году ещё один гонец был послан к Эдуарду с тем же посланием, и в дополнении к этому хан извинился за то, что не смог существенно помочь королю в 1271 году.
В 1291 году группа паломников из Акры подверглась нападению. В отместку были убиты 19 мусульманских купцов, следовавших в караване из Сирии. Калаун потребовал заплатить большую сумму в качестве компенсации, но ответа не последовало, и султан использовал этот инцидент в качестве предлога для войны. Он осадил и взял штурмом Акру, тем самым прекратив существование последнего независимого государства крестоносцев на Святой Земле. Сам Калаун умер во время осады, и Халил, единственный оставшийся в живых член его семьи, стал новым султаном. Опорный пункт крестоносцев был перенесён на север, в Тартус, а затем — на Кипр. В 1299 году монгольская армия во главе с Газан-ханом провела ряд успешных набегов на мамлюков в районе северо-востока от Хомса и на юг, к Газе. Он ушёл из Сирии в 1300 году. Затем монголы и армяне провели ещё одну кампанию с целью отвоевать Сирию, но были побеждены мамлюками в битве при Шакхабе в 1303 году. Последний оставшийся плацдарм крестоносцев на Святой Земле, остров Руад, был потерян в 1302 году. Тем самым закончилась эпоха Крестовых походов в Святую землю, которая продолжалась 207 лет после начала Первого крестового похода.